# Центральний (бахш, шагрестан Фуман)
Центральний (перс. مرکزی) — бахш в Ірані, в шагрестані Фуман остану Ґілян. За даними перепису 2006 року, його населення становило 81449 осіб, які проживали у складі 21913 сімей.

## Дегестани
До складу бахша входять такі дегестани:
- Ґашт
- Ґураб-Пас
- Лулеман
- Руд-Піш